# Erie megye (Pennsylvania)
Erie megye az Amerikai Egyesült Államokban, azon belül Pennsylvania államban található. Megyeszékhelye és legnagyobb városa Erie. Lakosainak száma 270 876 fő (2020. április 1.). Erie megye Chautauqua, Warren, Crawford és Ashtabula megyékkel határos.

## Népesség
A megye népességének változása:
| Lakosok száma | 280 715 | 280 921 | 280 823 | 280 294 | 278 045 | 270 876 |
|               | 2010    | 2011    | 2012    | 2013    | 2015    | 2020    |